# Cirencester
Cirencester est une ville britannique, dans le comté de Gloucestershire, en Angleterre. C'est la plus grande ville des Cotswolds. Elle se situe à quelques kilomètres de la source de la Tamise. La population comptait 16 962 habitants en 2021.

## Histoire

### Corinium Dobunnorum
Après la conquête romaine de l'île de Bretagne, au Ier siècle, un castrum est établi sur le site de Cirencester. Dans les années 70, le fort est abandonné et une ville s'y développe. On y construit un forum et sa basilique, un marché, un amphithéâtre, puis des murailles. C'est alors la plus grande ville romaine en Bretagne après Londinium. Au IIIe siècle, Corinium devient la capitale de la province Britannia Prima.

### La conquête saxonne
Après le départ des Romains, au cours du Ve siècle, Corinium semble devenir la capitale d'un royaume breton. Selon la chronique anglo-saxonne, le roi de Corinium, Condidan est battu et tué par le Saxon Cwealin en 577, à la bataille de Dyrham. Une bataille s'y déroule en 628 entre le roi de Mercie Penda et les rois de Wessex Cynegils et son fils Cwichelm.
Le nom de Corinium est remplacé vers cette époque par sa forme saxonnisée : Cirenceaster. Le suffixe -ceaster est issu du latin castrum et désigne la ville retranchée. Cirenceaster désigne donc « la ville retranchée de Corinion. »
Vers 900, une église est bâtie vraisemblablement à la suite d'une décision royale. Elle a été détruite par des moines augustins pour construire l'abbaye de Cirencester, en 1117. L'abbaye a été totalement détruite lors de la Dissolution.

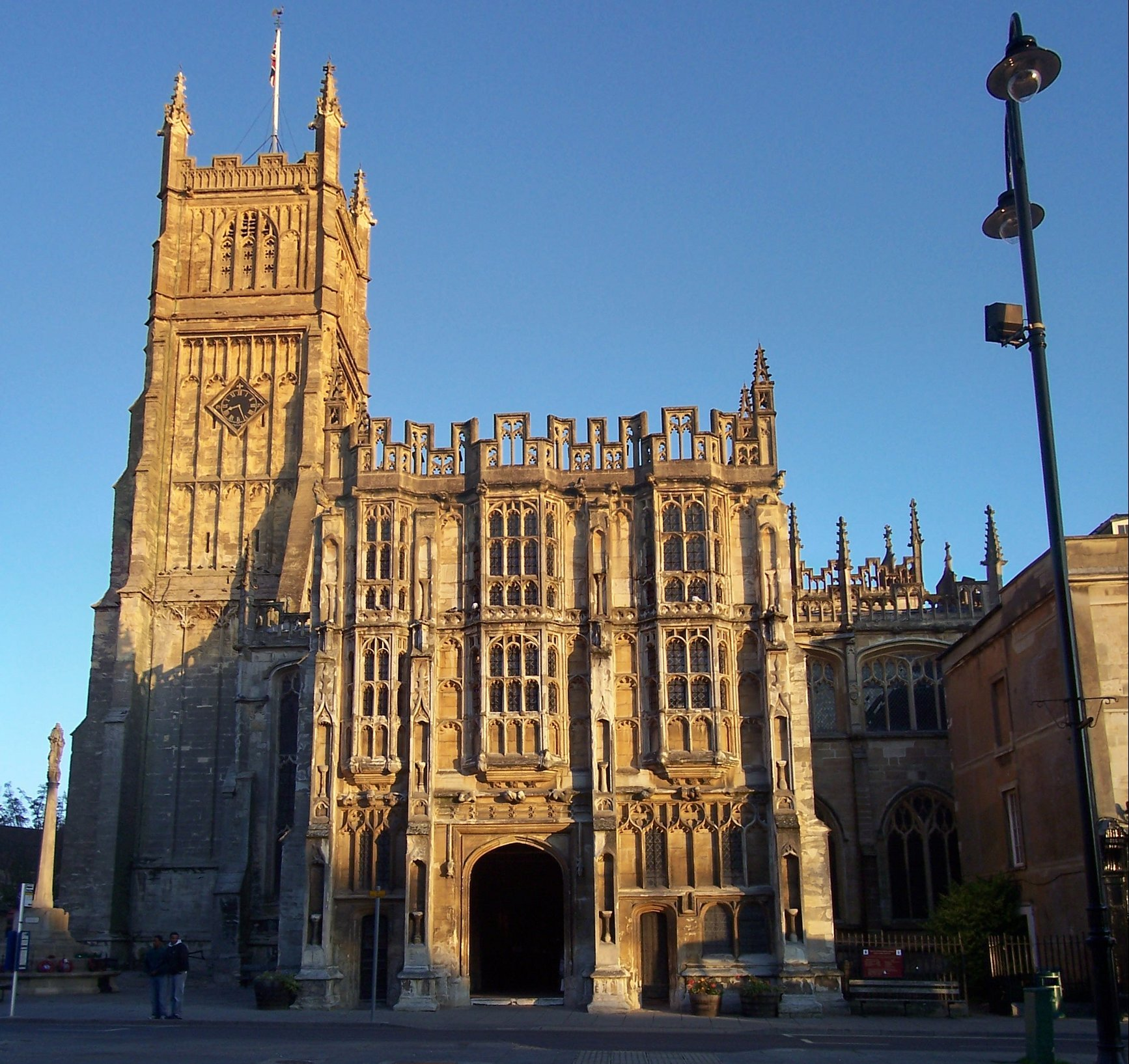
L'Église Saint-Jean-Baptiste

## Jumelages
- Itzehoe (Allemagne) depuis 1982
- Saint-Genis-Laval (France) depuis 2000 (Pacte d'amitié)[3]

## Personnalités
- Edward William Voelcker (1857-1930), chimiste, né à Cirencester.
- David Hemery (1944-), champion olympique en 1968 et recordman du monde du 400 m haies, est né à Cirencester.